# Carrasco (Familienname)
Carrasco ist ein spanischer Familienname.

## Herkunft und Bedeutung
Carrasco ist entweder ein Wohnstätten- oder ein Herkunftsname. Als Wohnstättenname geht er auf den lateinischen Begriff cerrus (deutsch: Zerreiche oder auch Steineiche) zurück; er bezeichnete also Personen die in der Nähe einer Eiche wohnten. Als Herkunftsname erfolgte die Benennung nach dem mehrfach vorkommenden Siedlungsnamen Carrasco.

## Namensträger
- Adonis Carrasco (Adonis Carrasco Garcia, * 1993), dominikanischer Fußballschiedsrichter
- Alejandro Carrasco (* 1978), chilenischer Fußballspieler
- Alfonso Carrasco Rouco (* 1956), spanischer Geistlicher, Bischof von Lugo
- Ana Carrasco (* 1997), spanische Motorradrennfahrerin
- Andrés Carrasco (1946–2014), argentinischer Arzt und Aktivist
- Andrés Carrasco (Fußballtrainer) (* 1978), spanischer Fußballtrainer
- Ángela Carrasco (* 1951), Sängerin und Schauspielerin aus der Dominikanischen Republik
- Bartolomé Carrasco Briseño (1918–1999), Erzbischof von Antequera
- Basilio Antonio Carrasco y Hernando (1783–1852), spanischer Geistlicher
- Bernardo de Carrasco y Saavedra (1624–1697), Erzbischof von Santiago de Chile
- Berna Carrasco (1914–2013), chilenische Schachspielerin
- Bryan Carrasco (* 1991), chilenischer Fußballspieler
- Carlos Carrasco (Schauspieler) (* 1948), US-amerikanischer Schauspieler
- Carlos Carrasco (Baseballspieler) (* 1987), venezolanischer Baseballspieler
- Carlos Carrasco (Fußballspieler) (* 1993), spanischer Fußballspieler
- Carlos Carrasco (Footballspieler) (* 1997), spanischer American-Football-Spieler
- Diego Carrasco (Musiker) (* 1954), spanischer Flamencomusiker, -komponist und -sänger
- Diego Carrasco (Fußballspieler) (* 1995), chilenischer Fußballspieler
- Enrique Gil y Carrasco (1815–1846), spanischer Schriftsteller
- Ernesto Guarda Carrasco (1933–2014), chilenischer Komponist, Chordirigent und Pädagoge
- Félix Carrasco (* 1955), mexikanischer Komponist
- Francisco Carrasco (* 1959), spanischer Fußballspieler
- Gonzalo Carrasco (Fußballspieler) (1935–2013), chilenischer Fußballspieler
- Gonzalo Carrasco Espinosa (1859–1936), mexikanischer Jesuitenpriester und Maler
- Heather Simmons-Carrasco (* 1970), US-amerikanische Synchronschwimmerin
- Ignacio Carrasco de Paula (* 1937), spanischer Theologe
- Isaac Carrasco (1928–2004), chilenischer Fußballspieler und -trainer
- Isabel Carrasco (1955–2014), spanische Politikerin
- Jesús Carrasco Jaramillo (* 1972), spanischer Schriftsteller
- Joe King Carrasco (* 1953), US-amerikanischer Rock-Gitarrist
- Jorge Carrasco (Fußballspieler, 1960), (* 1960), chilenischer Fußballspieler
- Jorge Carrasco (Fußballspieler, 1982), (* 1982), chilenischer Fußballspieler
- José Carrasco (Karambolagespieler), spanischer Karambolagespieler
- José Carrasco (Fußballspieler), peruanischer Fußballspieler
- José Carrasco (Volleyballspieler) (* 1989), venezolanischer Volleyballspieler
- José Carrasco Tapia (1943–1986), chilenischer Journalist
- José Antonio Carrasco (* 1980), spanischer Radrennfahrer
- José Luis Carrasco (* 1982), spanischer Radrennfahrer
- Juan Carrasco (Entdecker), spanischer Marineoffizier und Entdecker
- Juan Carrasco (General) (1876–1922), mexikanischer Revolutionär und General
- Juan Carrasco (Leichtathlet) (Juan Carrasco Pastor; * 1958), spanischer Leichtathlet
- Juan Carrasco (Schauspieler) (Juan Pablo Carrasco), Schauspieler
- Juan Carlos Carrasco (* 1970), mexikanischer Drehbuchautor, Regisseur und Kameramann
- Juan Ignacio Carrasco (* 1974), spanischer Tennisspieler
- Juan Pablo Carrasco (Juan Pablo Carrasco Celis; * 1992), chilenischer Fußballspieler
- Juan Ramón Carrasco (* 1956), uruguayischer Fußballspieler und -trainer
- Luis Carrasco (* 1963), mexikanischer Skeletonpilot
- Manuel Carrasco (Fußballspieler) (1894–??), spanischer Fußballspieler
- Manuel Carrasco (Sänger) (* 1981), spanischer Sänger
- Manuel Carrasco Formiguera (1890–1938), katalanischer Politiker
- Manuela Carrasco (* 1958), spanische Flamenco-Tänzerin
- Marisa Carrasco, mexikanische Psychologin
- Nieves Carrasco (* 1979), costa-ricanischer Radrennfahrer
- Óscar Carrasco (1927–1998), chilenischer Fußballspieler
- Pedro Carrasco (1943–2001), spanischer Boxer
- Pedro Carrasco Garrorena (1883–1966), spanischer Physiker und Astronom
- Rafael Carrasco Garrorena (1901–1981), spanischer Astronom
- Rafaela Carrasco (* 1972), spanische Flamenco-Tänzerin und Choreografin
- Raimon Carrasco (1924–2022), spanischer Fußballfunktionär
- Rodrigo Carrasco (* 1975), chilenischer Springreiter
- Sergio Carrasco (* 1985), spanischer Radrennfahrer
- Tomás Abel Carrasco Cortés (* 1970), chilenischer römisch-katholischer Geistlicher und ernannter Bischof von San Juan Bautista de Calama
- Vicente Tosta Carrasco (1881–1930), Präsident von Honduras
- Washington Carrasco (* 1941), uruguayischer Sänger
- Yannick Carrasco (* 1993), belgisch-spanischer Fußballspieler